# りんかんモール
りんかんモールは、神奈川県大和市中央林間にある、エイヴイが運営するロープライスショッピングセンターである。
日本ビクター大和工場跡地に2011年（平成23年）2月22日にオープンした。

## 概要
核店舗となるスーパーマーケット「エイビイ」、カインズなどが入居するメイン施設のエイビイ棟と、小規模店舗の集合体となるサービス棟で構成される。全棟平屋建てで、駐車場は地上の平面駐車場とエイビイ棟の屋上にある。
サービス棟は、開業当初はまだ更地であった。第2工期として建設が進められ、2013年に全店開業となった。
隣の敷地には、先にオープンしたホームセンターコーナン・ケーズデンキがある。旧NECロジスティックス（現：日通NECロジスティックス）跡地に建設され、カインズりんかんモール店と共に大型ホームセンターが隣接する形になった。

## 主なテナント

### エイビイ棟
- エイビイ
- クリエイトSD
- カインズ

### サービス棟
- 眼鏡市場
- かごの屋
- イレブンカット
- クリーニングハウス アップル
- 丸亀製麺
- ダイソー
- ハードオフ・オフハウス